# Oinville-sous-Auneau
Oinville-sous-Auneau és un municipi francès, situat al departament de l'Eure i Loir i a la regió de Centre – Vall del Loira. L'any 2007 tenia 313 habitants.

## Demografia

### Població
El 2007 la població de fet d'Oinville-sous-Auneau era de 313 persones. Hi havia 100 famílies, de les quals 12 eren unipersonals (8 homes vivint sols i 4 dones vivint soles), 28 parelles sense fills, 56 parelles amb fills i 4 famílies monoparentals amb fills.
La població ha evolucionat segons el següent gràfic:
Habitants censats

### Habitatges
El 2007 hi havia 128 habitatges, 111 eren l'habitatge principal de la família, 13 eren segones residències i 4 estaven desocupats. 126 eren cases i 2 eren apartaments. Dels 111 habitatges principals, 102 estaven ocupats pels seus propietaris, 5 estaven llogats i ocupats pels llogaters i 4 estaven cedits a títol gratuït; 1 tenia una cambra, 4 en tenien dues, 14 en tenien tres, 23 en tenien quatre i 69 en tenien cinc o més. 91 habitatges disposaven pel capbaix d'una plaça de pàrquing. A 28 habitatges hi havia un automòbil i a 79 n'hi havia dos o més.

### Piràmide de població
La piràmide de població per edats i sexe el 2009 era:
| Homes | Edats   | Dones |
| ----- | ------- | ----- |
| 0     | 95 o +  | 0     |
| 0     | 90 a 94 | 0     |
| 0     | 85 a 89 | 0     |
| 4     | 80 a 84 | 0     |
| 4     | 75 a 79 | 4     |
| 8     | 70 a 74 | 4     |
| 4     | 65 a 69 | 0     |
| 4     | 60 a 64 | 8     |
| 0     | 55 a 59 | 0     |
| 16    | 50 a 54 | 12    |
| 12    | 45 a 49 | 12    |
| 12    | 40 a 44 | 8     |
| 12    | 35 a 39 | 20    |
| 16    | 30 a 34 | 8     |
| 4     | 25 a 29 | 4     |
| 16    | 20 a 24 | 16    |
| 8     | 15 a 19 | 8     |
| 4     | 10 a 14 | 16    |
| 8     | 5 a 9   | 20    |
| 12    | 0 a 4   | 8     |

## Economia
El 2007 la població en edat de treballar era de 209 persones, 158 eren actives i 51 eren inactives. De les 158 persones actives 151 estaven ocupades (83 homes i 68 dones) i 7 estaven aturades (3 homes i 4 dones). De les 51 persones inactives 16 estaven jubilades, 18 estaven estudiant i 17 estaven classificades com a «altres inactius».

### Ingressos
El 2009 a Oinville-sous-Auneau hi havia 118 unitats fiscals que integraven 334 persones, la mediana anual d'ingressos fiscals per persona era de 20.607 €.

### Activitats econòmiques
Dels 9  establiments que hi havia el 2007, 2 eren d'empreses de construcció, 2 d'empreses de comerç i reparació d'automòbils, 2 d'empreses de transport, 1 d'una empresa d'hostatgeria i restauració, 1 d'una empresa d'informació i comunicació i 1 d'una empresa de serveis.
L'únic servei als particulars que hi havia el 2009 era un guixaire pintor.
L'any 2000 a Oinville-sous-Auneau hi havia 11 explotacions agrícoles que ocupaven un total de 512 hectàrees.

## Poblacions més properes
El següent diagrama mostra les poblacions més properes.